# Општина Ведеа (Арђеш)
Ведеа (рум. Vedea) општина је у Румунији у округу Арђеш.
Oпштина се налази на надморској висини од 344 m.